# Steven Maeda
Steven Maeda (Santa Mónica, California, 7 de septiembre de 1970) es un productor de televisión y guionista estadounidense. Ha escrito episodios de series de televisión como Harsh Realm, The X-Files, CSI: Miami, Lost, y Day Break. También ha sido productor supervisor en Perdidos y CSI: Miami. Fue productor ejecutivo de Lie To Me y lo es actualmente de One Piece, habiendo servido como showrunner en su primera temporada.

## Carrera
Maeda nació de padre japonés y madre caucásica estadounidense. Creció en Los Ángeles, California. Maeda se unió al equipo de Lost como productor supervisor y guionista de la serie segunda temporada en 2005. Maeda y el equipo de guionistas de Perdidos ganaron el Premio Writers Guild of America (WGA) a la Mejor Serie Dramática en la Ceremonia de febrero de 2006 por su trabajo en la primera y segunda temporadas. El equipo de guionistas fue nominado de nuevo al premio en febrero de 2007 por su trabajo en la segunda y tercera temporada de Lost . Maeda no regresó para la tercera temporada de la serie.
En 2011, Maeda fue contratado como showrunner de Pan Am, en mitad de su primera temporada. También fue productor ejecutivo y showrunner de Helix de Syfy. En enero de 2020, fue anunciado como showrunner de One Piece, serie original de Netflix basada en la serie manga de Eiichiro Oda.

## Filmografía
| Año(s)    | Título        | Créditos  | Créditos            | Créditos               | Nota |
| Año(s)    | Título        | Guionista | Productor ejecutivo | Otros                  | Nota |
| --------- | ------------- | --------- | ------------------- | ---------------------- | ---- |
| 2000      | Harsh Realm   | Sí        | Sí                  |                        |      |
| 2000-2002 | The X-Files   | Sí        |                     | "Editor de la historia |      |
| 2002-2005 | CSI: Miami    | Sí        | Sí                  |                        |      |
| 2005-2006 | Lost          | Sí        | Sí                  |                        |      |
| 2006-2007 | Day Break     | Sí        | Sí                  |                        |      |
| 2009      | Miénteme      | Sí        | Sí                  |                        |      |
| 2010      | Miami Medical | Sí        | Sí                  |                        |      |
| 2011-2012 | Pan Am        |           | Sí                  | Showrunner             |      |
| 2012      | Unforgettable | Sí        | Sí                  |                        |      |
| 2014-2015 | Helix         | Sí        | Sí                  | Showrunner             |      |
| 2016-2017 | Conviction    |           | Sí                  |                        |      |
| 2018      | Salvation     | Sí        | Sí                  |                        |      |
| 2023      | One Piece     | Sí        | Sí                  | Showrunner             |      |